# Noguerana rodriguezae
Noguerana rodriguezae är en skalbaggsart som beskrevs av Noguera 2005. Noguerana rodriguezae ingår i släktet Noguerana och familjen långhorningar. Inga underarter finns listade i Catalogue of Life.